# Stargard (gemeente)
De gemeente Stargard Szczeciński is een gemeente in Polen. Aangrenzende gemeenten:
- Stargard Szczeciński (miejska), Dolice, Kobylanka, Marianowo, Stara Dąbrowa en Suchań (powiat Stargardzki)
- Goleniów en Maszewo (powiat Goleniowski)
- Stare Czarnowo (powiat Gryfiński)
- Warnice (powiat Pyrzycki)

Zetel van de gemeente is in de stad Stargard Szczeciński (Duits Stargard in Pommern), deze stad behoort echter niet tot de gemeente. .
De gemeente beslaat 21,0% van de totale oppervlakte van de powiat.

## Demografie
Stand op 30 juni 2004:
| Omschrijving                   | Totaal | Totaal | Vrouwen | Vrouwen | Mannen | Mannen |
| ------------------------------ | ------ | ------ | ------- | ------- | ------ | ------ |
| eenheid                        | aantal | %      | aantal  | %       | aantal | %      |
| inwoners                       | 11 259 | 100    | 5570    | 49,5    | 5689   | 50,5   |
| bevolkingsdichtheid (inw./km²) | 35,4   | 35,4   | 17,5    | 17,5    | 17,9   | 17,9   |

De gemeente heeft 9,4% van het aantal inwoners van de powiat. In 2002 bedroeg het gemiddelde inkomen per inwoner 1388,52 zł.

## Plaatsen
Administratieve plaatsen (sołectwo) van de gemeente Stargard Szczeciński:
Barzkowice, Golina, Grabowo, Grzędzice, Kiczarowo, Klępino, Koszewo, Krąpiel, Kurcewo, Lipnik, Lubowo, Małkocin, Pęzino, Poczernin, Rogowo, Skalin, Smogolice, Sowno, Strachocin, Strumiany, Strzyżno, Sułkowo, Święte, Trzebiatów, Tychowo, Ulikowo, Warchlinko, Witkowo Pierwsze, Witkowo Drugie en Żarowo.
Zonder de status sołectwo : Bębnikąt, Domanowo, Golczewo, Golinka, Grzędziczki, Kępinka, Kolonia Dolna-Grabowo, Kolonia Górna Grabowo, Koszewko, Luboń, Mężytki, Omięcin, Piaszcze, Piaśnik, Podlesie, Radziszewo, Siwkowo, Warchlino, Wierzchląd.